# Месмеризъм
Месмеризъм наречен още животински магнетизъм представлява сбор от древни теории и терапевтични практики. Отнася се за чисто сексуалното привличане или естествената харизма. Терминът възниква през 1773 година. Негов основател е Фридрих Антон Месмер или Франц Месмер, германски лечител, открил и практически използвал през 18 век човешките флуиди, които той нарича животински магнетизъм. Някои го считат и за родоначалник на съвременната хипноза и косвено на психоанализата.
В чест на Месмер този тип клинично лечение се нарича месмеризъм. Той е популярен във Франция по време на откриването му, но впоследствие е забранен като метод на лечение, защото скептиците за успеха на този метод били твърде много.
Но в наши дни месмеризма се практикува успешно и законно в редица европейски държави, и е включен в целителските науки на алтернативната медицина.
Чрез този метод се постигат положителни ефекти върху човешкия организъм, там където официалната медицина се проваля.